# 名古屋市立小幡北小学校
名古屋市立小幡北小学校（なごやしりつ おばたきたしょうがっこう）は、名古屋市守山区小幡北にある公立小学校。

## 歴史
1985年（昭和60年）4月、名古屋市立小幡小学校および名古屋市立白沢小学校の各学区の一部をもって、名古屋市立小幡北小学校として開校。

### 児童数の変遷
『愛知県小中学校誌』（2018年）によると、児童数の変遷は以下の通りである。
| 1985年（昭和60年） | 640人 |  |
| 1987年（昭和62年） | 568人 |  |
| 1997年（平成9年）  | 399人 |  |
| 2007年（平成19年） | 471人 |  |
| 2017年（平成29年） | 375人 |  |

## 通学区域
所管する名古屋市教育委員会は、2018年（平成30年）9月1日現在、守山区のうち、小幡北・翠松園一丁目・同二丁目・同三丁目・緑ケ丘・竜泉寺一丁目・同二丁目の全域および小幡三丁目・同四丁目・川東山・茶臼前の各一部を通学区域として指定している。
また、卒業後の進学先は名古屋市立守山北中学校となっている。

## 交通アクセス
名古屋ガイドウェイバス小幡緑地駅および名古屋市営バス緑ヶ丘住宅停留所が最寄りバス停である。

### WEB
1. 1 2  名古屋市教育委員会事務局総務部企画経理課企画統計係 (2018年9月18日). “守山区の小・中学校一覧”.   名古屋市. 2018年11月14日閲覧。
2. ↑  “学校の歴史”.   名古屋市立小幡北小学校. 2018年12月24日閲覧。
3. ↑  名古屋市教育委員会事務局総務部教育環境計画室計画係 (2018年9月1日). “名古屋市立小・中学校の通学区域一覧（守山区）” (PDF).   名古屋市. 2018年11月15日閲覧。
4. ↑  名古屋市教育委員会事務局総務部教育環境計画室計画係 (2018年4月1日). “名古屋市立中学校区一覧（小→中）” (PDF).   名古屋市. 2018年11月14日閲覧。

### 書籍
1. ↑  六三制教育七十周年記念 愛知県小中学校誌 合同記念誌編集特別委員会 2018, p. 261.